# Черногория на Олимпийских играх
Черногория как самостоятельное государство впервые приняла участие в Олимпийских играх в Пекине в августе 2008 года. Национальный олимпийский комитет Черногории был создан в 2006 году и признан МОК в 2007 году. До этого спортсмены из Черногории принимали участие в Олимпийских играх в составе сборных Сербии и Черногории, Югославии и как независимые олимпийские участники.
За время участия Черногории в Олимпийских играх в составе команд Югославии и Союза Сербии и Черногории черногорские спортсмены завоевали 21 медаль (7 золотых, 9 серебряных, 5 бронзовых). Все эти медали были завоёваны на летних Олимпийских играх и только в командных соревнованиях.
За время участия Черногории в Олимпийских играх как самостоятельного государства её спортсмены завоевали всего одну медаль. В 2012 году в последний день игр черногорские гандболистки завоевали серебряные медали. Финальный поединок с родоначальницами гандбола норвежками проходил в упорной борьбе: в какой-то момент Норвегия вырвалась вперёд с разницей в три мяча, но черногоркам удалось ближе к концовке сравнять счёт в матче. Однако норвежки профессионально довели ход матча до победы со счётом 26:23 и завоевали золотые медали летней Олимпиады в Лондоне. Кроме того, на Олимпийских играх 2008 года в Пекине и 2016 года в Рио-де-Жанейро мужская сборная по водному поло останавливалась в шаге от медали, оба раза заняв четвёртое место.

## Медальный зачёт
| Игры        | Золото | Серебро | Бронза | Всего |
| ----------- | ------ | ------- | ------ | ----- |
| 2012 Лондон | 0      | 1       | 0      | 1     |
| Итого       | 0      | 1       | 0      | 1     |

## См также
- Список знаменосцев Черногории на Олимпийских играх
- Черногория на Паралимпийских играх
- Черногория на Универсиадах
- Черногория на юношеских Олимпийских играх
- Черногория на Европейских играх